# نیکلاوس ایزیس
نیکلاوس ایزیس (یونانی: Νικόλαος Γύζης؛ ۱ مارس ۱۸۴۲ – ۴ ژانویه ۱۹۰۱) یک نقاش معروف قرن ۱۹ و استاد دانشگاه اهل یونان بود.

## نگارخانه

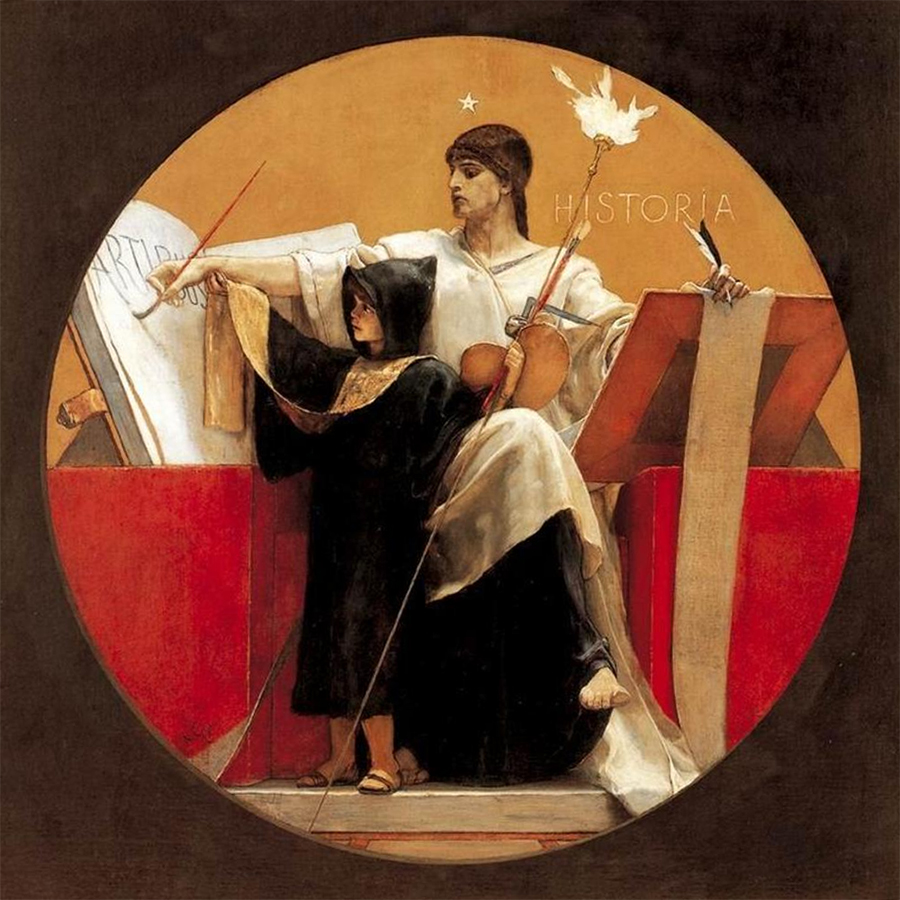
تاریخ (۱۸۹۲)
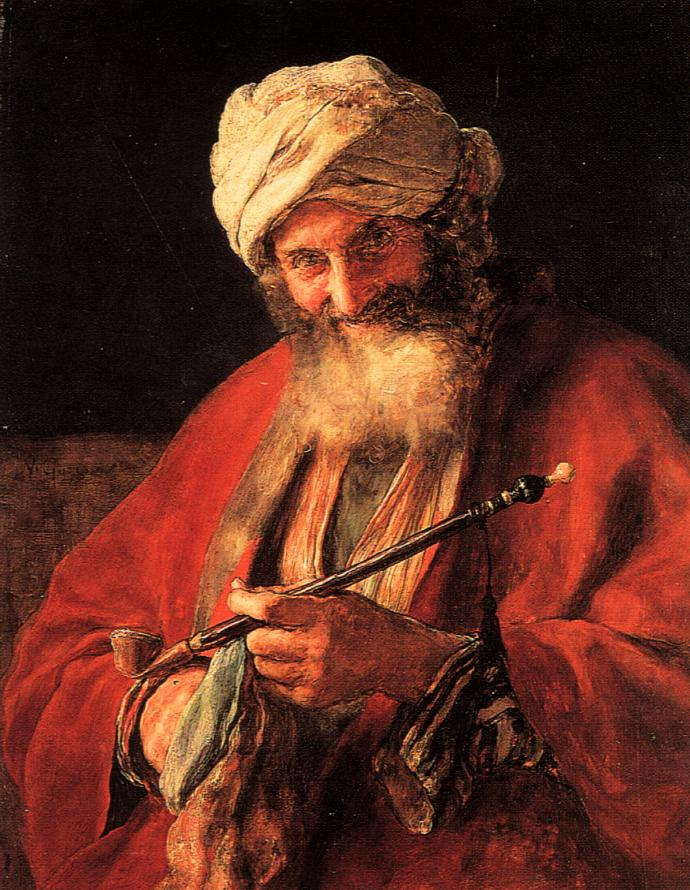
مرد شرقی با پیپ
آموزش با قلب
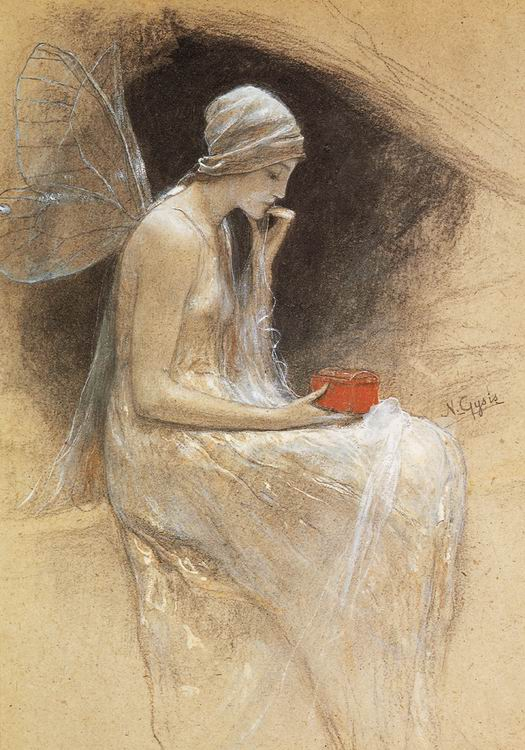
روح و روان هنرمند
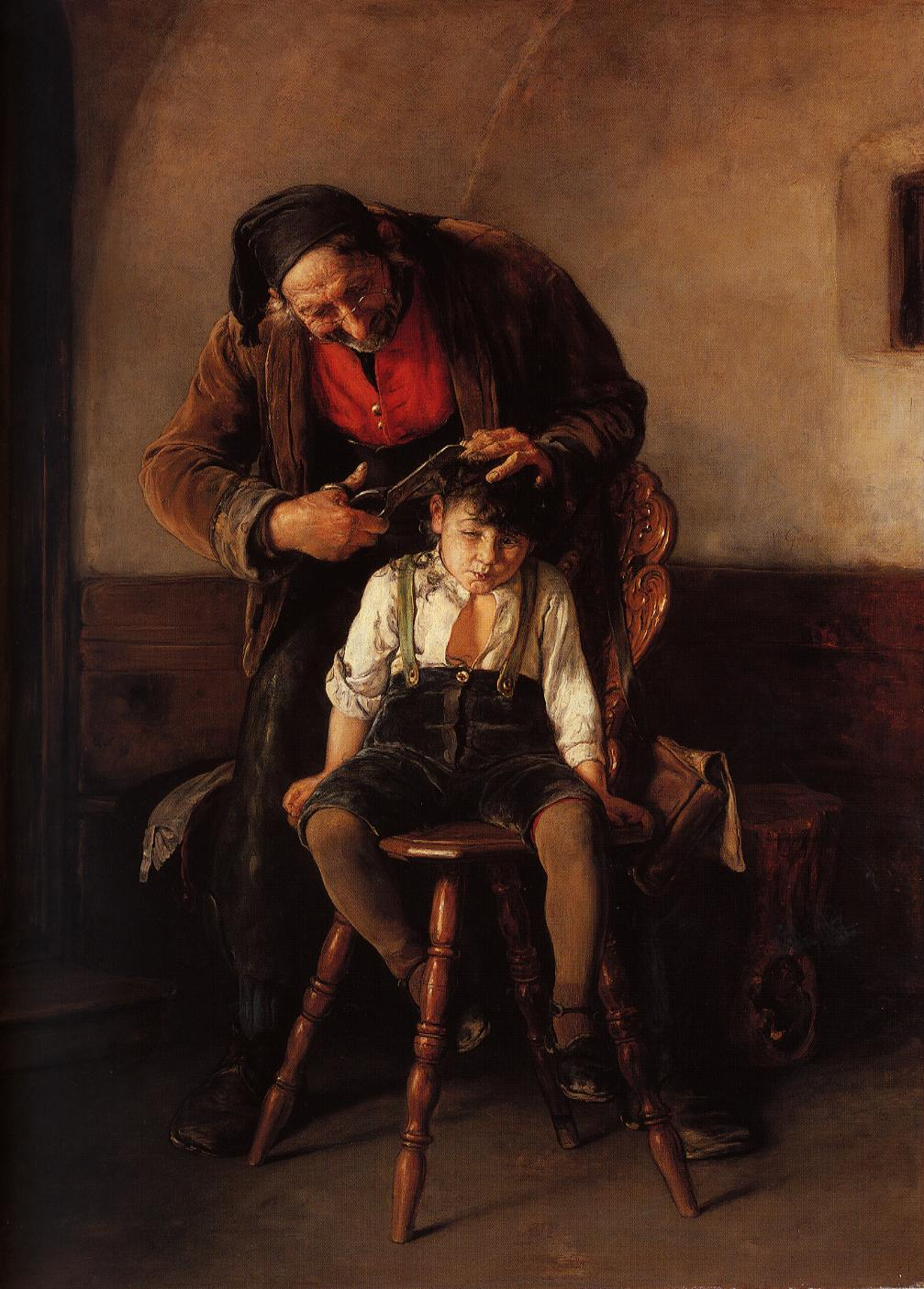
آرایشگر (۱۸۸۰)
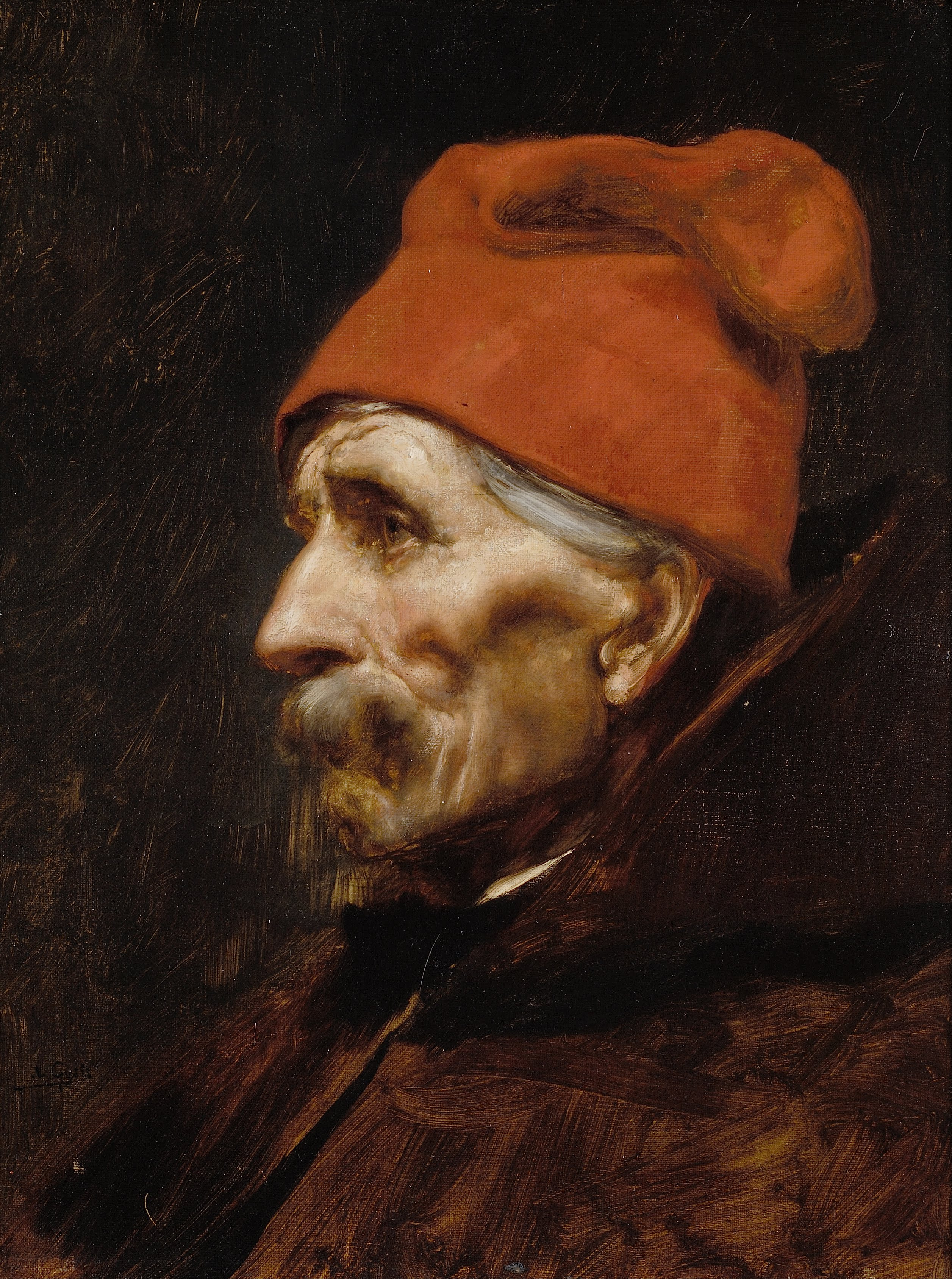
پیر مرد منگوله قرمز
جنگجوی شرقی
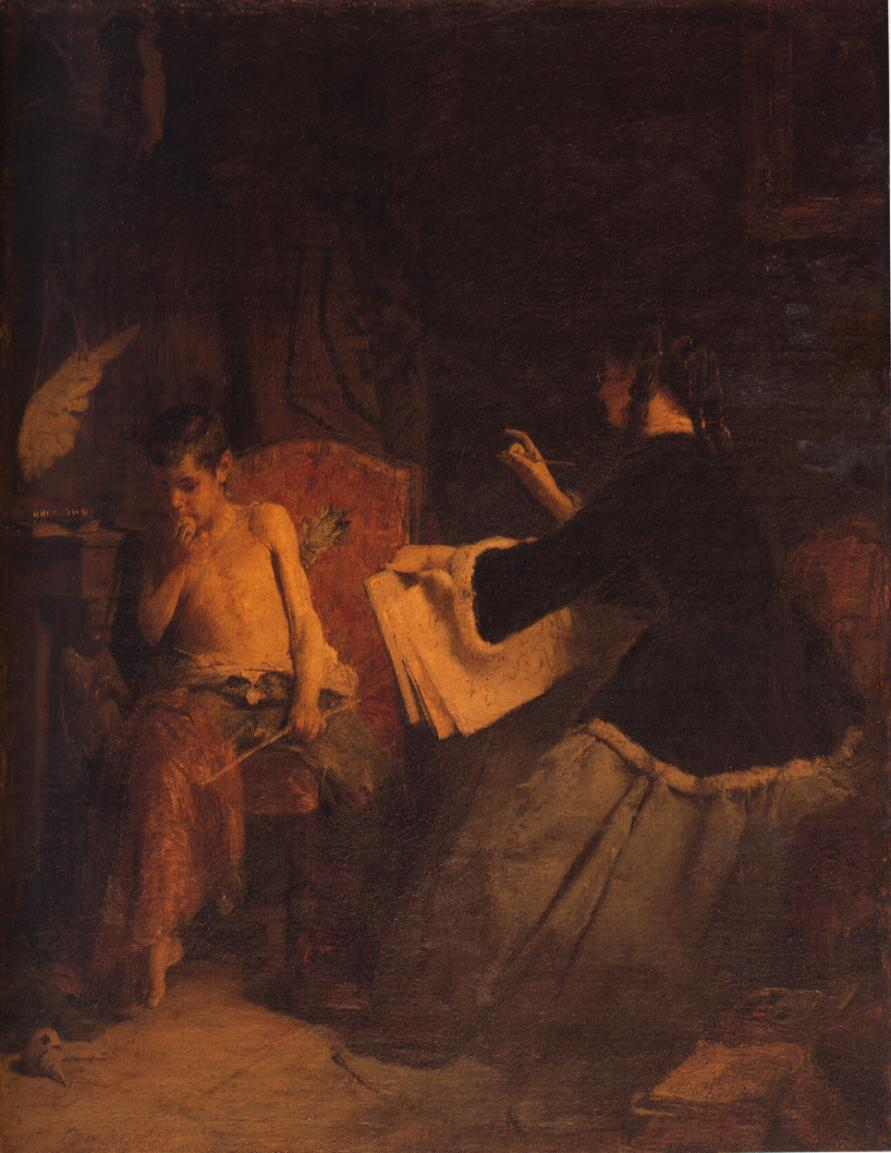
اروس و نقاش
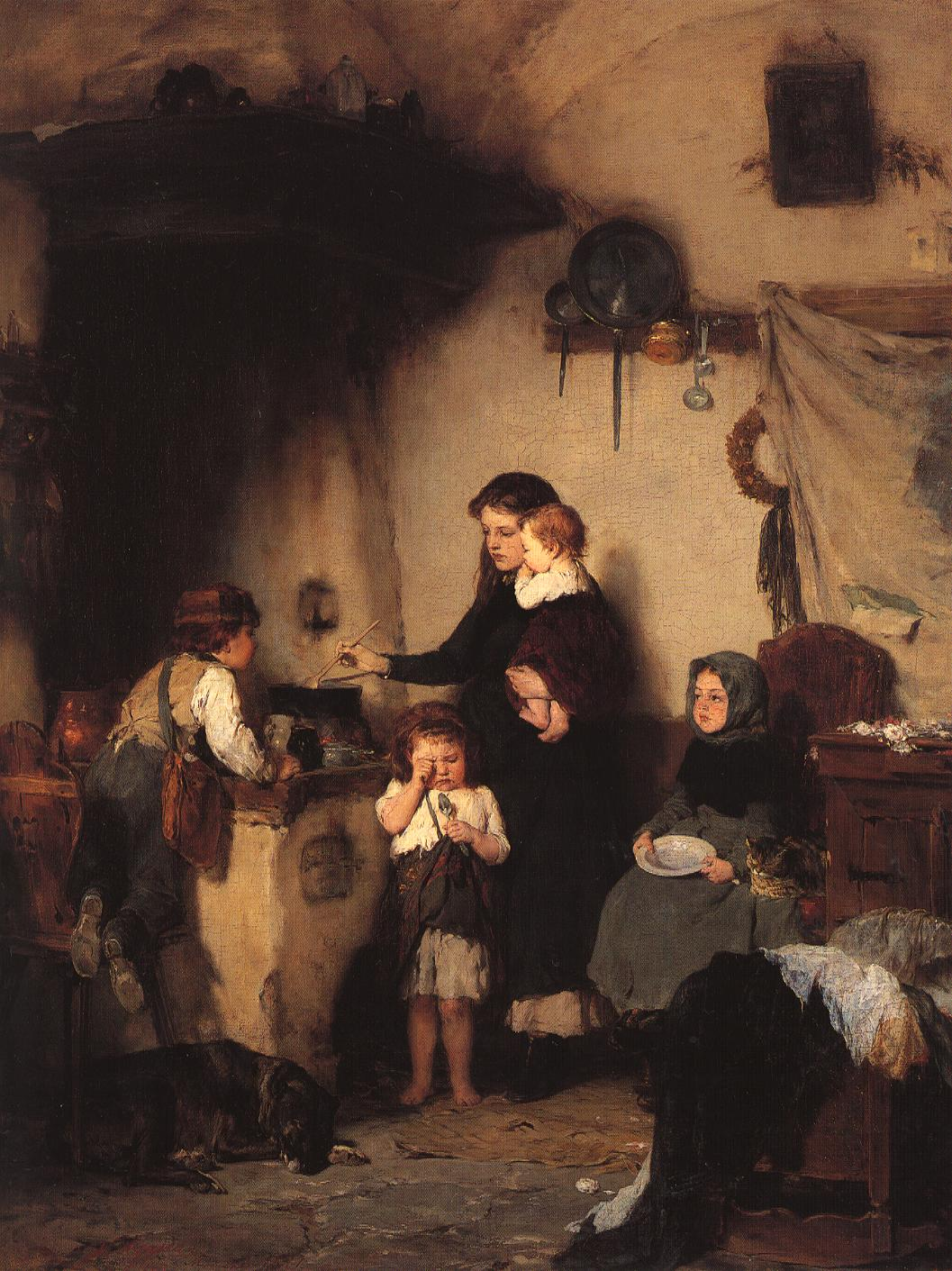
یتیمان
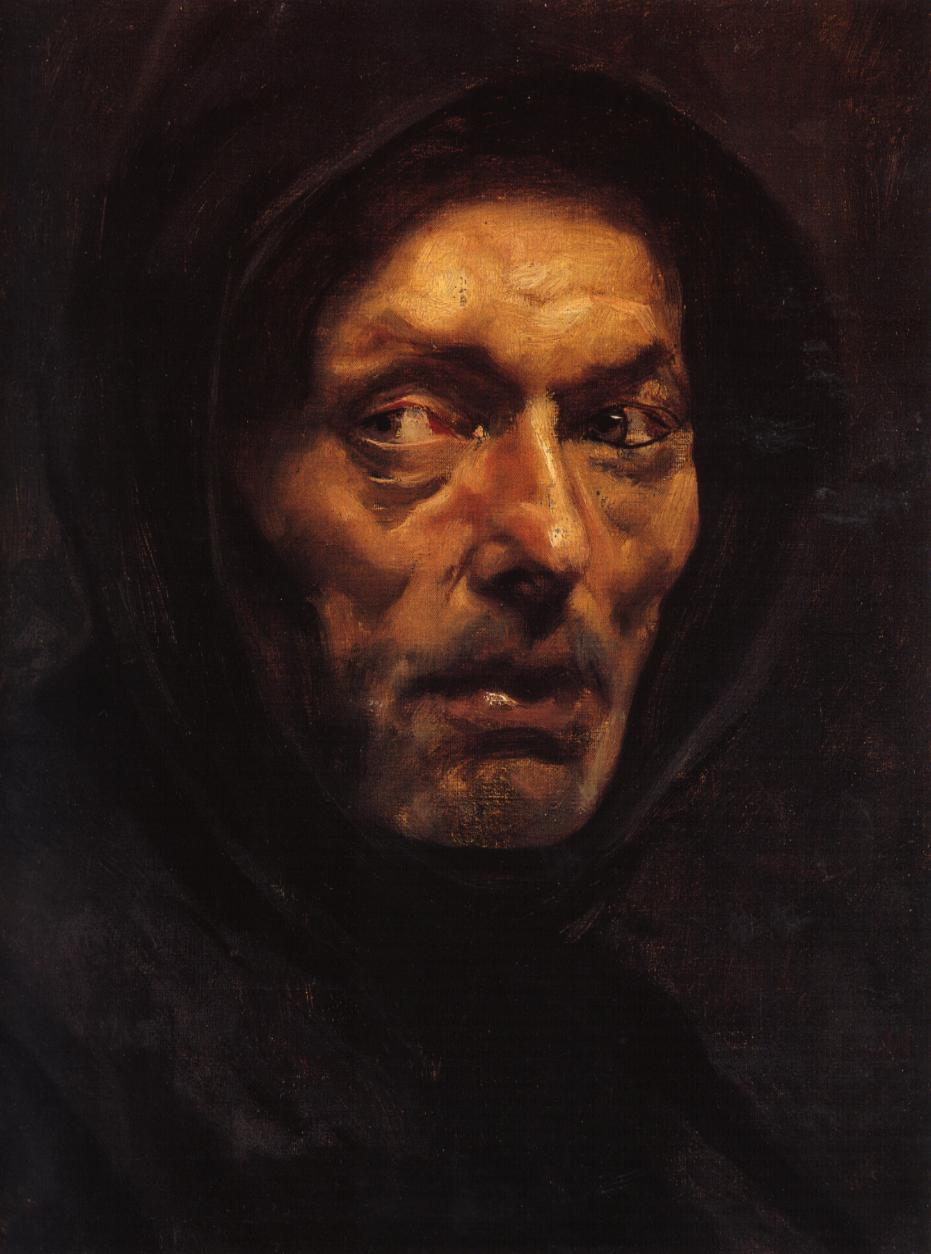
راهب باشلق پوش
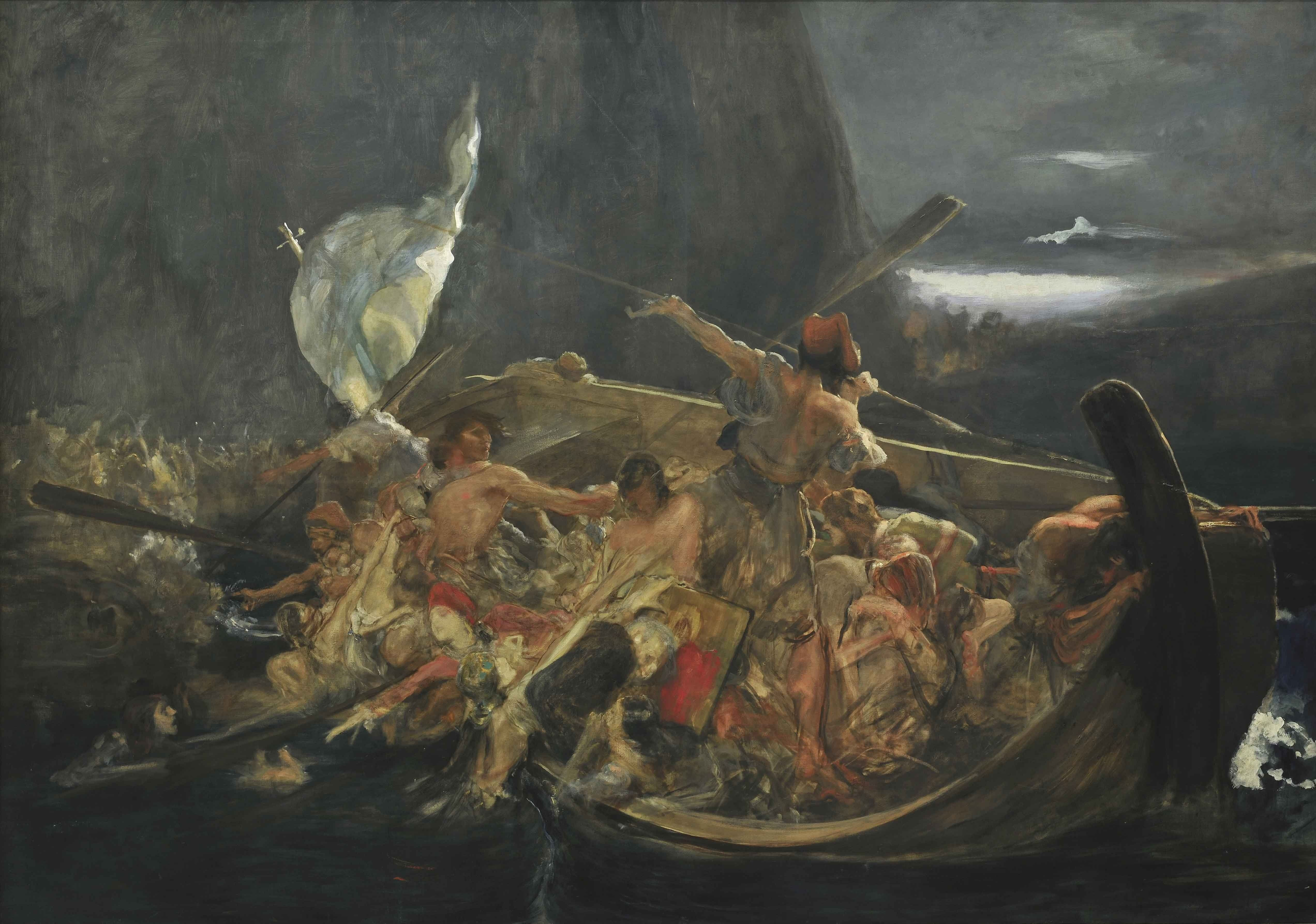
پس از تخریب Psara
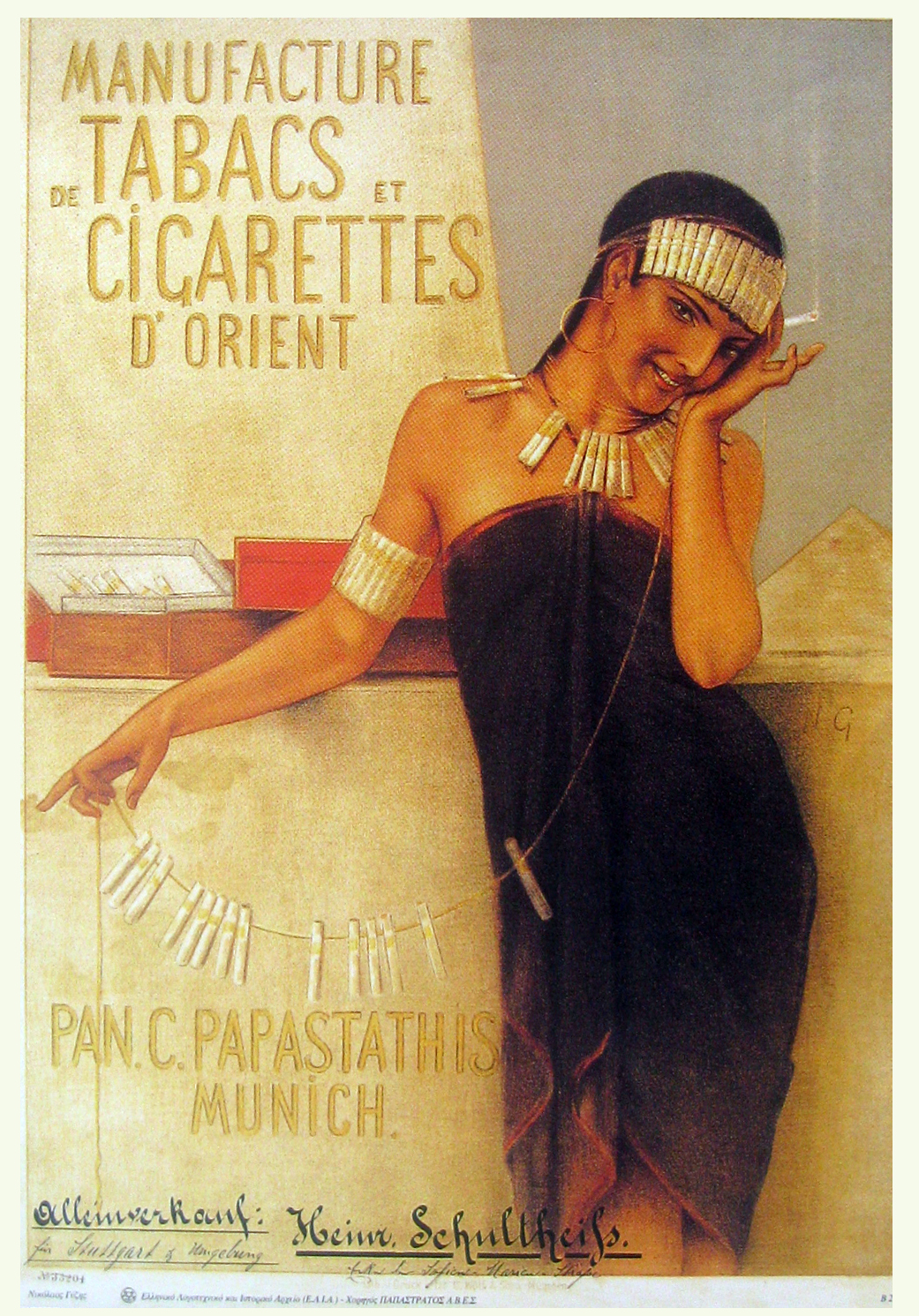
تبلیغات برای یک شرکت دخانیات